# Reeperbahn Festival
Le Reeperbahn Festival est le plus grand festival de clubs d’Europe qui propose chaque année, fin septembre, sur quatre jours, plusieurs centaines d'événements autour de la Reeperbahn dans le quartier St. Pauli à Hambourg. Il est l’un des principaux points de rencontre de l’industrie musicale dans le monde.

## Historique
Le premier Reeperbahn Festival a lieu en 2006. En 2009, il s’ouvre également à des expositions artistiques en plus des concerts ainsi qu’à une plateforme commerciale pour l’industrie musicale, qui permet à des entreprises et des organisations de se rencontrer et d’échanger. Le festival permet de découvrir des artistes émergents de divers genres Rock indépendant, pop, rock, folk, electro, hip-hop, soul, jazz et néo-classique.

## Divers locaux
La Spielbudenplatz représente le centre du festival avec deux scènes en plein air et le centre d’information où il est également possible de se procurer des bracelets d’entrée. Les locaux accueillant les artistes se trouvent sur la fameuse Reeperbahn, dans le quartier de St. Pauli, mais également sur le port. Les bracelets d’entrée permettent d’accéder aux différents bars, clubs, salles de concerts, théâtres dans lesquels se suivent les concerts, notamment le Gruenspan, la Grosse Freiheit 36, les Docks, le Prinzenbar, le Molotow, le Mojo Club… mais également des lieux moins communs tels que le bar du club de St. Pauli ou l’église de St. Pauli.

## Partenariat[3]

### Soutien
- Bundesregierung für Kultur und Medien
- La ville de Hambourg
- KOCCA

### Sponsors
- fritz-kola
- Haspa Musik Stiftung
- Warsteiner

### Médias partenaires
- Arte concert
- Deluxe Music
- DIY
- NDR

### Autres partenaires
- American Poster Institute (en)